# أبريل 2011
أبريل 2011 هو الشهر الرابع في عام 2011، بدأ يوم الجمعة وأنتهى يوم السبت وأمتد لثلاثين يومًا.

## بوابة:أحداث جارية
| \| 1 أبريل 2011 (الجمعة) \| عدل \| تاريخ \| راقب \| تصفح \| |     |       |      |      |
| - الحكومة الليبية ترفض شروط وقف إطلاق النار التي اقترحتها المعارضة مؤكدة أنها غير مستعدة لسحب قواتها من المدن التي تسيطر عليها، ومتحدث باسم الحكومة يقول إنهم لم يقترحوا السلام بل اقترحوا طلبات مستحيلة. (بي بي سي) - مئات الآلاف يشاركون في تظاهرات مناوئة وأخرى مؤيدة للرئيس علي عبد الله صالح، وقوات مكافحة الشغب تنتشر في كل الطرق المؤيدة لدار الرئاسة تحسبًا لأي زحف قد يقدم عليه المعتصمون. (بي بي سي) - قناصة يرتدون الزي المدني يطلقون النار من على أسطح المباني على المتظاهرين في بلدة دوما بالعاصمة السورية دمشق. (بي بي سي) - القوات الموالية لرئيس كوت ديفوار المعترف به دوليًا الحسن واتارا (في الصورة) تخوض قتالًا عنيفًا قرب مقر اقامة منافسه الرئيس المنتهية ولايته لوران غباغبو الرافض لتسليم السلطة، وسماع أصوات إطلاق نار كثيفة قرب القصر الرئاسي حيث يحاول الحرس الرئاسي الموالي لغباغبو الدفاع عنه، بينما قال مؤيدو واتارا إنهم سيطروا على مبنى التلفزيون القريب منه. (بي بي سي) |     |       |      |      |
| 1 أبريل 2011 (الجمعة) | عدل | تاريخ | راقب | تصفح |

| \| 2 أبريل 2011 (السبت) \| عدل \| تاريخ \| راقب \| تصفح \| |     |       |      |      |
| - مقتل 14 شخصًا على الأقل في قصف إحدى طائرات التحالف الدولي لقافلة سيارات تابعة للمعارضة الليبية في الطريق ما بين أجدابيا والبريقة. (بي بي سي) - تكتل أحزاب اللقاء المشترك في اليمن تطالب الرئيس علي عبد الله صالح بالتنحي عن السلطة فورًا ونقل صلاحياته إلى نائبه عبد ربه منصور هادي بما يضمن انتقال سلمي للسلطة، وذلك مع استمرار الاحتجاجات المناوئة والمظاهرات الموالية للرئيس صالح.-(سي إن إن) |     |       |      |      |
| 2 أبريل 2011 (السبت) | عدل | تاريخ | راقب | تصفح |

| \| 3 أبريل 2011 (الأحد) \| عدل \| تاريخ \| راقب \| تصفح \| |     |       |      |      |
| - مقتل متظاهر واختناق المئات في تعز وذلك جراء استعمال قوات الأمن غازًا مسيلًا للدموع أثناء تفريق مظاهرة قرب مبنى المحافظة، والرئيس علي عبد الله صالح يطالب بإنهاء الاحتجاجات المطالبة بتنحيه ويعرب عن استعداده لمناقشة انتقال سلمي للسلطة. (الجزيرة) - القوات الفرنسية تسيطر على مطار أبيدجان العاصمة التجارية في كوت ديفوار، وتقرر إرسال 300 جندي إضافي. (بي بي سي) - الرئيس السوري بشار الأسد (في الصورة) يكلف الدكتور عادل سفر بتشكيل الحكومة الجديدة وذلك بعد استقالة حكومة محمد ناجي عطري الأسبوع الماضي. (بي بي سي) |     |       |      |      |
| 3 أبريل 2011 (الأحد) | عدل | تاريخ | راقب | تصفح |

| \| 5 أبريل 2011 (الثلاثاء) \| عدل \| تاريخ \| راقب \| تصفح \| |     |       |      |      |
| - الناتو يعلن أن عمليات قصف ليبيا دمرت 30% من القدارت العسكرية الموالية للعقيد معمر القذافي. (العربية) - الولايات المتحدة تدين استمرار أعمال العنف في اليمن والتي أدت إلى سقوط العديد من القتلى والجرحى في العاصمة صنعاء ومدينة تعز، وتدعو الحكومة اليمنية إلى التفاوض بشأن نقل السلطة بأسرع وقت ممكن. (بي بي سي) - الأمم المتحدة تعلن أن ثلاثة جنرالات يتفاوضون على شروط استسلام رئيس كوت ديفوار المنتهية ولايته لوران غباغبو (في الصورة) وإنسحابه من السلطة مقابل ضمان سلامتهم وسلامته، وتعتمد المفاوضات على مقترحات الاتحاد الأفريقي للاعتراف بالحسن واتارا رئيسًا للبلاد. (بي بي سي) |     |       |      |      |
| 5 أبريل 2011 (الثلاثاء) | عدل | تاريخ | راقب | تصفح |

| \| 6 أبريل 2011 (الأربعاء) \| عدل \| تاريخ \| راقب \| تصفح \| |     |       |      |      |
| - حلف شمال الأطلسي - الناتو يتهم القوات الموالية للزعيم الليبي معمر القذافي باستخدام المدنيين دروعًا بشرية وبالتسلل وسط حركة السير الطبيعية للتقدم إلى مواقع المعارضة. (بي بي سي) - السودان يتهم إسرائيل بتنفيذ غارة جوية على سيارة في ضواحي مدينة بورتسودان وقتل راكبيها الإثنين. (بي بي سي) |     |       |      |      |
| 6 أبريل 2011 (الأربعاء) | عدل | تاريخ | راقب | تصفح |

| \| 8 أبريل 2011 (الجمعة) \| عدل \| تاريخ \| راقب \| تصفح \| |     |       |      |      |
| - مقتل فلسطينيين إثنين ينتميان لكتائب عز الدين القسام وإصابة ثالث بجروح نتيجة غارة إسرائيلية على خان يونس في قطاع غزة، ليرتفع بذلك عدد القتلى من الجانب الفلسطيني إلى سبعة أشخاص منذ يوم الأمس، وذلك مع مواصلة الطائرات الإسرائيلية غاراتها على مواقع تقول إنها تابعة لحركة حماس رغم إعلان الفصائل الفلسطينية إلتزامها بالتهدئة بعد اتصالات أجرتها حركة حماس اعتبارًا من منتصف الليلة الماضية. (بي بي سي) - رئيس المجلس الوطني الانتقالي في ليبيا مصطفى عبد الجليل، في رد على المبادرة التي أعلنها رئيس وزراء تركيا رجب طيب أردوغان (في الصورة) لحل الأزمة في ليبيا والتي رحب بها النظام الليبي، يقول إن المجلس مستعد لمناقشة المبادرة التركية إن تضمنت رحيل معمر القذافي عن الحكم. (الجزيرة) |     |       |      |      |
| 8 أبريل 2011 (الجمعة) | عدل | تاريخ | راقب | تصفح |

| \| 9 أبريل 2011 (السبت) \| عدل \| تاريخ \| راقب \| تصفح \| |     |       |      |      |
| - مقتل شخصين وجرح 18 آخرين خلال قيام الجيش المصري يتفريق مئات المتظاهرين الذين احتشدوا أمس الجمعة في ميدان التحرير وتعهدوا بمواصلة الاحتجاج للمطالبة بمحاكمة الرئيس السابق محمد حسني مبارك وتلبية بقية مطالبهم. (العربية) - الرئيس الأمريكي باراك أوباما (في الصورة) يندد بما وصفه بأعمال العنف التي ارتكبتها قوات الأمن في سوريا ضد متظاهرين مسالمين والتي أوقعت 49 قتيلًا و75 جريحًا بين مدنيين وعناصر من الأمن، كما استنكر أي استخدام للعنف من جانب المتظاهرين، ويقول إنه لابد من وقف الاعتقالات التعسفية واحتجاز وتعذيب السجناء، ووزارة الداخلية السورية تحذر بأنه لم يعد هناك مجال للتهاون أو التسامح لتطبيق القانون والحفاظ على أمن الوطن والمواطن وحماية النظام العام تحت ذريعة التظاهر للقيام بأعمال تخريب وزرع الفتنة وزعزعة الوحدة الوطنية. (العربية) - الزعيم الشيعي العراقي مقتدى الصدر يهدد برفع تجميد جيش المهدي إذا لم تنسحب القوات الأمريكية من العراق في الموعد المحدد نهاية العام الجاري. (العربية) |     |       |      |      |
| 9 أبريل 2011 (السبت) | عدل | تاريخ | راقب | تصفح |

| \| 10 أبريل 2011 (الأحد) \| عدل \| تاريخ \| راقب \| تصفح \| |     |       |      |      |
| - رئيس الوزراء الإسرائيلي بنيامين نتنياهو يهدد برد صارم في حال استمرار إطلاق القذائف الصاروخية من قطاع غزة، والفصائل الفلسطينية تؤكد إلتزامها بالتهدئة في حال توقف الهجمات الإسرائيلية على القطاع. (الجزيرة) - قوات الأمن السورية تطلق النار على محتجين في بانياس مما أدى إلى مقتل 4 أشخاص وجرح 20 آخرين على الأقل. (العربية) - الرئيس المصري السابق محمد حسني مبارك (في الصورة) يقول في {كلمة صوتية} إنه مستعد لقبول أي اجراءات تسهل للنائب العام الكشف عن أي أموال له في الخارج، ويشير إلى إنه يحتفظ بحقوقة القانونية تجاه كل من تعمد النيل منه ومن سمعته وسمعة أسرته بالداخل و بالخارج. (رويترز) |     |       |      |      |
| 10 أبريل 2011 (الأحد) | عدل | تاريخ | راقب | تصفح |

| \| 11 أبريل 2011 (الإثنين) \| عدل \| تاريخ \| راقب \| تصفح \| |     |       |      |      |
| - رئيس المجلس الوطني الانتقالي في ليبيا مصطفى عبد الجليل يعلن عن رفض الثوار لمبادرة الاتحاد الأفريقي لحل الأزمة في البلاد ولأي واسطة لا تتضمن رحيل معمر القذافي وأبنائه، ويأتي ذلك بعد عرض وفد الوساطة الأفريقية على المجلس الانتقالي خريطة الطريق التي أعدها لحل الأزمة بدءً بوقف لإطلاق النار والتي وافق عليها القذافي. (العربية) - الرئيس اليمني علي عبد الله صالح (في الصورة) يجدد في بيان أصدره مكتبه أنه ليست لديه أية تحفظات على أي انتقال سلمي وسلس للسلطة، والشباب المحتجون يعلنون رفضهم لإجراء أي حوار مع صالح لنقل السلطة، ويشددون على رحيل النظام بكل رموزه، وذلك ردًا على المبادرة الخليجية التي تنص على تسليم الرئيس السلطة لنائبه عبد ربه منصور هادي. (بي بي سي) - عملية عسكرية تؤدي إلى اعتقال رئيس كوت ديفوار السابق لوران غباغبو وتسليمه إلى سلطات الرئيس المنتخب الحسن واتارا. (بي بي سي) |     |       |      |      |
| 11 أبريل 2011 (الإثنين) | عدل | تاريخ | راقب | تصفح |

| \| 13 أبريل 2011 (الأربعاء) \| عدل \| تاريخ \| راقب \| تصفح \| |     |       |      |      |
| - العشرات من طلاب كلية الآداب بجامعة حلب يخرجون في مظاهرات في أول تحرك من نوعه تشهده مدينة حلب منذ اندلاع حركة الاحتجاجات في أكثر من منطقة سورية. (بي بي سي) - البيان الختامي لمؤتمر مجموعة الاتصال الدولية الخاصة بالأزمة الليبية المنعقد في قطر يؤكد على ضرورة تقديم كل أنواع الدعم المادي للمعارضة الليبية، ويشددون على اتفاقهم بأن معمر القذافي ونظامه فقدا كل شرعيتهما وينبغي أن يتخلى الزعيم الليبي عن السلطة ويسمح للشعب الليبي بتحديد مستقبله. (بي بي سي) - النائب العام في مصر يقرر حبس الرئيس السابق محمد حسني مبارك خمسة عشر يومًا على ذمة التحقيق وذلك للتحقيق في اتهامات تتعلق بالتربح واستغلال النفوذ، وكان مبارك قد نقل إلى المستشفى يوم الثلاثاء جراء تعرضه لاضطرابات في ضربات القلب أثناء استجوابه، ومصادر في الجيش المصري تقول بأنه لن يتم تنفيذ قرار النائب العام بحبسه إلا بعد تحسن حالته الصحية، ونقل نجلا مبارك علاء وجمال إلى سجن طره في القاهرة بعد أن قرر النائب العام حبسهما 15 يومًا على ذمة التحقيقات في اتهامات بالتحريض على قتل المتظاهرين. (بي بي سي) |     |       |      |      |
| 13 أبريل 2011 (الأربعاء) | عدل | تاريخ | راقب | تصفح |

| \| 15 أبريل 2011 (الجمعة) \| عدل \| تاريخ \| راقب \| تصفح \| |     |       |      |      |
| - رئيسا الولايات المتحدة باراك أوباما وفرنسا نيكولا ساركوزي ورئيس وزراء المملكة المتحدة ديفيد كاميرون (في الصورة) يقولون في رسالة مشتركة إن تحقيق السلام في ليبيا غير ممكن طالما بقي معمر القذافي في الحكم، وإن السماح له على البقاء في الحكم يعتبر خيانة للشعب الليبي. (بي بي سي) - خروج تظاهرات في عدد من المدن السورية بعد صلاة الجمعة تردد شعارات مطالبة بالحريات في البلاد، على الرغم من اجراءات التهدئة التي أعلنتها السلطات السورية والتي تضمنت عفوًا عامًا وتشكيل حكومة جديدة. (بي بي سي) - مقتل الناشط المؤيد للفلسطينيين فيتوريو أريجوني على يد جماعة سلفية إسلامية تدعى جحافل التوحيد والجهاد في قطاع غزة. (بي بي سي) |     |       |      |      |
| 15 أبريل 2011 (الجمعة) | عدل | تاريخ | راقب | تصفح |

| \| 16 أبريل 2011 (السبت) \| عدل \| تاريخ \| راقب \| تصفح \| |     |       |      |      |
| - الرئيس السوري بشار الأسد يقول في كلمة له خلال الاجتماع الأول للحكومة الجديدة عقب أداء اليمين الدستورية إن اللجنة القانونية التي كلفت بإلغاء قانون الطوارئ رفعت مقترح لحزمة متكاملة من القوانين التي تغطي رفعها، وإن هذه الحزمة سترفع إلى الحكومة لتحويلها إلى تشريعات وقوانين، على أن يكون الحد الاقصى لإنجاز هذه القوانين هو الأسبوع المقبل. (بي بي سي) - السلطات الأردنية تعتقل سبعين شخصًا من التيار السلفي تمهيدًا لإحالتهم إلى القضاء على خلفية أحداث العنف التي رافقت تظاهرة في مدينة الزرقاء وأدت إلى إصابة 91 شخصًا غالبيتهم من قوى الأمن. (بي بي سي) - المحكمة الإدارية في مصر تصدر قرارًا بحل الحزب الوطني الديمقراطي الذي ظل مهيمنًا على الحياة السياسية في البلاد لعقود طويلة حتى قيام ثورة 25 يناير، كما نص الحكم على مصادرة أصول الحزب وتسليم ممتلكاته إلى الدولة. (بي بي سي) |     |       |      |      |
| 16 أبريل 2011 (السبت) | عدل | تاريخ | راقب | تصفح |

| \| 19 أبريل 2011 (الثلاثاء) \| عدل \| تاريخ \| راقب \| تصفح \| |     |       |      |      |
| - الحكومة السورية تقر مشروع مرسوم يقضي بإنهاء حالة الطوارئ المفروضة في جميع أنحاء البلاد منذ ستينيات القرن الماضي، كما أقرت الحكومة مشروع مرسوم تشريعي يقضي بإلغاء محكمة أمن الدولة العليا إضافة إلى إقرار مشروع مرسوم تشريعي يقضي بتنظيم حق التظاهر السلمي وفق قواعد إجرائية تقتضي حصول من يرغب بتنظيم مظاهرة على موافقة وزارة الداخلية. (العربية) - اللجنة القومية المصرية لتقصي الحقائق بأحداث ثورة 25 يناير تتهم الرئيس السابق محمد حسني مبارك بالمشاركة أو بالصمت عن قتل مئات المتظاهرين أثناء اندلاع الثورة. (بي بي سي) |     |       |      |      |
| 19 أبريل 2011 (الثلاثاء) | عدل | تاريخ | راقب | تصفح |

| \| 22 أبريل 2011 (الجمعة) \| عدل \| تاريخ \| راقب \| تصفح \| |     |       |      |      |
| - مقتل 81 متظاهرًا على الأقل وجرح المئات برصاص قوات الأمن السورية في الاحتجاجات المستمرة منذ 6 أسابيع والتي عمت اليوم مدن البلاد فيما سمي بالجمعة العظيمة حيث رفع المتظاهرون فيها شعار "الشعب يريد إسقاط النظام". (بي بي سي) - الرئيس اليمني علي عبد الله صالح يجدد في كلمة له أمام مؤيديه تمسكه بالشرعية الدستورية ورفضه للانقلابات، ويقول إن المعارضة متهالكة ومرتدة، ويدعو إلى مواجهة التحدي بتحدٍ مع الحرص على عدم إراقة الدماء ورفض الحرب، ويرحب بالخطة الخليجية لانتقال السلطة وذلك في إطار الدستور. (العربية) - الرئيس الأمريكي باراك أوباما يوافق على استخدام طائرات دون طيار مزودة بصواريخ لضرب مواقع القوات التابعة للعقيد معمر القذافي. (الجزيرة) |     |       |      |      |
| 22 أبريل 2011 (الجمعة) | عدل | تاريخ | راقب | تصفح |

| \| 23 أبريل 2011 (السبت) \| عدل \| تاريخ \| راقب \| تصفح \| |     |       |      |      |
| - ثوار ليبيا يعلنون تحرير مدينة مصراتة من الكتائب التابعة للعقيد معمر القذافي والتي كانت تحاصر المدينة خلال الشهرين الماضيين. (الجزيرة) - أنباء عن مقتل 6 سوريين في دوما ودرعا برصاص قناصة وذلك أثناء تشييع قتلى سقطوا في تظاهرات معارضة للسلطة وأسفرت عن سقوط أكثر من مئة قتيل. (العربية) - فرنسا تعلن إنها تفكر في إمكانية وقف العمل باتفاقية شينجن التي تتيح حرية حركة الأشخاص في أوروبا وذلك لوقف تدفق المهاجرين القادمين من تونس وليبيا عبر إيطاليا. (بي بي سي) |     |       |      |      |
| 23 أبريل 2011 (السبت) | عدل | تاريخ | راقب | تصفح |

| \| 25 أبريل 2011 (الإثنين) \| عدل \| تاريخ \| راقب \| تصفح \| |     |       |      |      |
| - مقتل 25 شخصًا على الأقل في عملية عسكرية تنفذها قوات الجيش والأمن السوريين في مدينة درعا، وذلك بعد دخول آلاف من الجنود مدعومين بدبابات وعربات مصفحة للجيش المدينة فجرًا وبدأت بقصف كل أنحاء المدينة وتقوم بتنفيذ مداهمات للمنازل في ظل قطع لخدمات الهاتف والكهرباء واستهداف خزانات المياه. (الجزيرة) |     |       |      |      |
| 25 أبريل 2011 (الإثنين) | عدل | تاريخ | راقب | تصفح |

| \| 26 أبريل 2011 (الثلاثاء) \| عدل \| تاريخ \| راقب \| تصفح \| |     |       |      |      |
| - رئيس فرنسا نيكولا ساركوزي ورئيس وزراء إيطاليا سيلفيو برلسكوني (في الصورة) يدعوان السلطات السورية إلى وقف القمع العنيف الذي يتعرض المحتجون. (بي بي سي) - الكتائب التابعة للعقيد معمر القذافي تعاود قصف ميناء مصراتة مما أدى لمقتل ثلاثة مدنيين وجرح عشرة آخرين، وقتال عنيف بين الثوار والكتائب التي تسعى للسيطرة على ميناء المدينة المحاصرة في غرب البلاد. (الجزيرة) |     |       |      |      |
| 26 أبريل 2011 (الثلاثاء) | عدل | تاريخ | راقب | تصفح |

| \| 27 أبريل 2011 (الأربعاء) \| عدل \| تاريخ \| راقب \| تصفح \| |     |       |      |      |
| - حركتا فتح وحماس تعلنان التوصل لاتفاق برعاية المخابرات العامة المصرية يتضمن تشكيل حكومة مؤقتة وتحديد موعدًا للانتخابات العامة الرئاسية والتشريعية. (العربية) - مسلحون يطلقون النار على المتظاهرين المطالبين بتنحي الرئيس اليمني علي عبد الله صالح ويردون عشرة أشخاص قتلى وإصابة آخرون بجروح. (رويترز) |     |       |      |      |
| 27 أبريل 2011 (الأربعاء) | عدل | تاريخ | راقب | تصفح |

| \| 29 أبريل 2011 (الجمعة) \| عدل \| تاريخ \| راقب \| تصفح \| |     |       |      |      |
| - تظاهرات في سوريا تضامنًا مع مدينة درعا المحاصرة وللمطالبة بحريات سياسية وذلك في تحد لانتشار قوات الجيش والأمن بكثافة. (رويترز) - الرئيس اليمني علي عبد الله صالح يجدد تمسكه بالشرعية الدستورية، ويدين في كلمة له أمام مؤيديه في ميدان السبعين وسط صنعاء المواجهات التي جرت يوم الأربعاء الماضي بين المحتجين وقوات الأمن والتي راح ضحيتها عدد من القتلى والجرحى، والمتظاهرون المعارضون له يخرجون في مظاهرات أسموها "جمعة الوفاء للشهداء" ويشيعون قتلى يوم الأربعاء، وذلك مع استعداد الحكومة والمعارضة لإرسال وفديهما إلى الرياض للتوقيع على اتفاق بقبول المبادرة الخليجية الرامية لتسوية الأزمة في البلاد. (العربية) - زواج الأمير ويليام وكيت ميدلتون (في الصورة)، والملكة إليزابيث الثانية تمنحهما لقب دوق ودوقة كامبريدج. (العربية) |     |       |      |      |
| 29 أبريل 2011 (الجمعة) | عدل | تاريخ | راقب | تصفح |

| \| 30 أبريل 2011 (السبت) \| عدل \| تاريخ \| راقب \| تصفح \| |     |       |      |      |
| - معلومات عن مواصلة الجيش السوري حملته لمواجهة الاحتجاجات في مدينة درعا والتي تمركزت فيها قواته مدعومة بالدبابات منذ يوم الاثنين الماضي. (بي بي سي) - أمين عام مجلس التعاون لدول الخليج العربية عبد اللطيف بن راشد الزياني يبلغ تكتل أحزاب اللقاء المشترك رفض الرئيس اليمني علي عبد الله صالح التوقيع على مبادرة تسليم السلطة التي اقترحتها دول الخليج. (بي بي سي) - العقيد الليبي معمر القذافي (في الصورة) يدعو إلى وقف إطلاق النار وإجراء مفاوضات لوقف الغارات الجوية على بلاده، ومتحدث باسم حلف شمال الأطلسي يعلن رفض الدعوة ويقول إن الحلف يريد أفعالًا وليس أقوالًا من القذافي، كما رفض الدعوة المجلس الوطني الانتقالي قائلًا أن ليس للقذافي أي دور يضطلع به في مستقبل ليبيا. (بي بي سي) |     |       |      |      |
| 30 أبريل 2011 (السبت) | عدل | تاريخ | راقب | تصفح |

| أحداث جارية |
| --- |
| - أزمة الدين الحكومي اليوناني - جائحة فيروس كورونا 2019–20 - التدخل العسكري الروسي في أوكرانيا - التدخل العسكري الروسي في سوريا - الحرب الأهلية السورية - الهجوم على شمال غرب سوريا (2024) - الحرب الأهلية السودانية 2023 - عملية طوفان الأقصى - الحرب الفلسطينية الإسرائيلية (الخط الزمني) - صراع حزب الله وإسرائيل (2023–الآن) - - أزمة البحر الأحمر - الهجمات على القواعد الأمريكية في العراق وسوريا 2023 - الأزمة الإنسانية في غزة (2023 – الآن) تفاصيل أكثر النزاعات الجارية أدناه |

| وفيات حديثة |
| --- |
| - 15 مايو: جلان إدوارد روجرز - 15 مايو: لويجي ألفا - 16 مايو: إيمانويل كونديه - 16 مايو: دونكان كامبل - 16 مايو: برايان غلانفيل - 16 مايو: شون دنيس - 16 مايو: بيتر لاكس - 16 مايو: جايسون كونتي - 17 مايو: مايكل ليدين - 17 مايو: كوركيس إسماعيل - 17 مايو: علي القزق - 18 مايو: عزيز الحجار - 18 مايو: ليزلي إبستاين - 19 مايو: جوناثان باريديس - 19 مايو: فدوى محسن - 19 مايو: يوري غريغوروفيتش - 19 مايو: إغناثيو رودريغيز (لاعب كرة قدم) - 20 مايو: كاي آرثر - 20 مايو: نينو بنفينوتي - 20 مايو: غادي كندة |

| نزاعات جارية |
| --- |
| - التدخل العسكري الدولي ضد تنظيم الدولة الإسلامية (داعش) - الكاميرون - الحرب الأهلية الكاميرونية - جمهورية إفريقيا الوسطى - حرب جمهورية إفريقيا الوسطى الأهلية (2012–الآن) - جمهورية الكونغو الديموقراطية - تمرد القوات الديمقراطية المتحالفة - صراع كيفو - الحرب الأهلية الأثيوبية (2018-حاليا) - موزمبيق - التمرد الإسلاموي في موزمبيق - نيجيريا - تمرد بوكو حرام - التمرد الإسلامي في الساحل - تمرد الجهاديين في بوركينا فاسو · حرب مالي - الحرب الأهلية الصومالية - الحرب في الصومال (2009–الآن) - السودان - نزاع السودان - النزاع في أفغانستان - النزاع بين طالبان والدولة الإسلامية في أفغانستان - صراع بنجشير - الهند - التمرد في جامو وكشمير - العصيان الماوي-الناكسالي - إندونيسيا - أزمة بابوا - الصراع الداخلي في ميانمار - الحرب الأهلية في ميانمار - باكستان - صراع بلوشستان - عصيان خيبر بختونخوا - الصراع الأهلي في الفلبين - التمرد الشيوعي في الفلبين - الحرب الروسية الأوكرانية - الغزو الروسي لأوكرانيا - صراع العراق - التمرد العراقي (2017–الآن) - صراع إسرائيل وغزة - الحرب الفلسطينية الإسرائيلية 2023 - أزمة البحر الأحمر - الحرب الأهلية السورية - التدخل الأجنبي في الحرب الأهلية السورية - تركيا - الولايات المتحدة - اليمن - الحرب الأهلية اليمنية - التدخل العسكري في اليمن |